# 門倉国輝
門倉国輝（門倉國輝、かどくら　くにてる、1893年（明治26年）9月25日 - 1981年（昭和56年）2月17日）
日本で初めて本格的なフランス菓子を提供した洋菓子メーカーコロンバンの創業者。
横浜に生まれ、11歳からお菓子の道を邁進。パリのサロンドテをそのまま移設したかのような内装と
本物のお菓子の味は、当時の文化人や知識人をひきつけた。フランス・日本両国家から勲章を授与され、無数の公職、要職を歴任した
日本の洋菓子業界の開拓者。

## 年譜
- 1893年9月 - 神奈川県横浜市に生まれる。
- 1904年3月 - 11歳で横浜市常磐町和洋菓子製造業風月堂に入店。洋菓子製造見習いとして菓子作りに専念。
- 1915年　　- 宮内省大膳寮員を拝命。
- 1921年8月 - フランス料理及フランス菓子の芝三田東洋軒製造部長として着任中、日本人初、菓子製造視察研究のため渡仏。当時、パリ一流ホテルのホテル・マジェスチックにて料理菓子・飴細工・グラス等を学び、ジュックスにてチョコレートの根本的な製造方法を学ぶ、その後パリ市リュ・カンボ通りにあった一流菓子店「コロンバン」にて修行、真摯な姿勢と確かな技術力が認められ、帰国後、パリ・コロンバン支店としての名称を使用する許可を得る。
- 1922年12月-　帰国後、東洋軒に復職し、東京銀座に店舗を開店する。当時、道路は舗装されておらず、入り口から赤い絨毯を敷き詰めた店舗は日本で初めて。
- 1923年12月-　震災により東洋軒が壊滅。退職のやむなきに至った。
- 1924年3月 - 東京大森にコロンバンを創業、純フランス菓子の製造・販売を営む。（日本における初めての本格的なフランス菓子店の誕生）
- 1931年11月　-銀座6丁目に銀座コロンバンを開店、階下は近代風・螺旋階段を上がった階上の喫茶室（サロン）は古代フランス風にした。友人藤田嗣治（レオナール藤田）による天井壁画(*)や豪奢なシャンデリアのサロンは話題となる。また当時冷房ケースを用いて洋生菓子を販売した店舗はなく日本のさきがけとなった。(*)現在は赤坂迎賓館に寄贈
- 1931年12月 - オープンテラス喫茶の先駆けとなる「テラスコロンバン」を銀座に開店。パリ風カフェテラスとしたが、当時の日本では斬新すぎて馴染まず、作家・石黒敬七をサクラに二人で客寄せにビールボックの杯を傾けていた。日仏親善のため巴里会を創設、理事に就任[要出典]。
- 1948年4月 - 東京都洋菓子工業組合を創立し、理事に就任。
- 1948年7月 - 東京都アイスクリーム協会を提唱設立し、理事に就任。
- 1949年9月 - 国内のチョコレート供給不足を解消するために、チョコレート工業協同組合の結成に参画し、理事に就任。
- 1955年1月 - 日本洋菓子技術協会名誉会長に就任。
- 1959年12月 -フランス政府よりフランス菓子の教育普及、日仏文化の交流に寄与した功により教育功労文化勲章を授与される。
- 1961年5月 - 全日本洋菓子工業協同組合を設立し、理事長に就任。
- 1961年11月 - 世界菓子連盟日本代表に就任。日本で初めて連盟会員になる。
- 1977年11月 - 洋菓子業界の振興と業界の発展に寄与した功績、日仏交流に寄与した功績、洋菓子協会の指導育成に関する功績、公益に寄与した功績により勲四等瑞宝章を賜る。
- 1981年2月 - 永眠。青山斎場での葬儀には、多くの皇族、文化人、経済人が列席し、死を悼んだ。墓所は多磨霊園。

## エピソード
- 画家・藤田嗣治、グラフィックデザイナーの大家・里見宗次、作家・遠藤周作、薩摩治郎八などと広い交友関係を持つ
- 文化人や知識人のたまり場となったコロンバン。菊池寛、東郷青児、岡本一平、丹羽文雄、女優の入江たか子、夏川静江などが常連だった。
- 渋谷に東横のれん街を作り洋菓子実演室を開いた門倉氏。日本で初めて洋菓子の実演室を作り、お菓子作りの工程を客に披露した。
- 内助の功を発揮した妻のくら氏は、シベリア鉄道経由で何週間もかけてフランスにマダム修行に行った。お菓子の陳列、ラッピング、詰め合わせの要領から、顧客のもてなし方、振舞い方まで幅広く学んだ。